# Daniel Bierofka
Daniel Bierofka est un footballeur allemand né le 7 février 1979 à Munich.

## Biographie
En 155 rencontres pour le compte de Munich 1860, toutes compétitions et divisions confondues, Bierofka aura inscrit 24 buts.

## Palmarès
- VfB Stuttgart
  - Champion d'Allemagne en 2007.

## Carrière d'entraineur
- avr. 2016-2016 :  1860 Munich
- nov. 2016-déc. 2016 :  1860 Munich
- 2017-nov. 2019 :  1860 Munich
- août 2020-oct. 2021 :  FC Wacker Innsbruck